# Sveriges folkräkning 1950
Sveriges folkräkning 1950 var den tolfte folkräkningen i Sverige sedan grundandet av Statistiska centralbyrån. Folkräkningen registrerade 7 044 039 invånare, varav 3 513 300 män och 3 530 739 kvinnor.